# Hellblade: Senua's Sacrifice
Hellblade: Senua's Sacrifice è un videogioco hack n slash a tema mitologia norrena sviluppato e pubblicato da Ninja Theory, di Xbox Game Studios per PlayStation 4, Xbox One, Xbox Series X/S, Nintendo Switch e Microsoft Windows.
Il 31 luglio 2018 è stata pubblicata una versione in realtà virtuale per PC compatibile con i visori HTC Vive, Oculus Rift e Valve Index intitolata Hellblade: Senua's Sacrifice VR Edition. La versione mantiene la visuale in terza persona.

## Trama
Il gioco inizia con Senua, una guerriera pitta che si sta recando nell'Helheim, il regno dei morti della mitologia norrena, per chiedere alla dea Hela di resuscitare il suo amato Dillion, morto durante un'incursione dei Norreni, tramite la testa che porta con sé. Senua è affetta da una grave forma di psicosi che le fa credere di sentire delle voci, che lei chiama Furie, le quali reagiscono in base alle sue emozioni.
Giunta sulle sponde del regno, Senua viene guidata, tramite alcune visioni, dallo spirito di Druth, un conoscitore della mitologia norrena che le aveva raccontato le storie norrene e la aiuterà durante il viaggio tramite ciò che ha imparato; allo stesso tempo deve affrontare la sua rappresentazione distorta dei Norreni e una voce oscura che la incita a rinunciare al suo viaggio utilizzando l'oscurità nella sua mente. Per accedere al ponte Gjallarbrú che conduce al palazzo di Hela, Senua dovrà sbloccare l'entrata tramite i due sigilli di Valravn, dio dei corvi e delle illusioni, e Surtr, il signore dei giganti del fuoco del regno di Muspelheim. Senua dovrà affrontare le illusioni di Valravn, rese più ostiche dalla sua mente deviata, e la paura del ricordo in cui si perse nella foresta per sfuggire dal padre Zynbel e dai suoi insegnamenti druidici che divenivano sempre più violenti, dove però incontrò per la prima volta Dillion che la fece finalmente sentire felice. Vinta la sua paura, Senua si confronta con Valravn riuscendo a sconfiggerlo.
Dopo il dio delle illusioni è il turno di Surtr, e questa volta Senua dovrà rivivere l'assalto dei Norreni che misero a ferro e fuoco il suo villaggio prima di arrivare davanti al signore dei giganti del fuoco e sconfiggerlo. Grazie ai due sigilli recuperati, Senua può cominciare a incamminarsi attraverso il ponte verso il palazzo di Hela. Quando però la dea dei morti appare, l'oscurità nella mente di Senua riemerge insieme alla paura e le voci cominciano a sopraffarla. In un disperato tentativo, Senua si lancia contro Hela, ma viene scagliata via e la sua spada va in frantumi. Quando sta per perdere di nuovo le speranze, Senua viene salvata da Druth, il quale le indica dove trovare la leggendaria spada Gramr, che potrà ottenere superando le quattro Prove di Odino, che metteranno Senua di fronte a tutte le sue paure. Ritornata al palazzo di Hela, Senua perde la testa di Dillion in un baratro dopo un incidente.
Inizialmente sopraffatta dallo shock, la ragazza decide di scendere e recuperarla, ma Druth la avverte che sta per entrare nel territorio di Garmr, il guardiano delle sale di Helheim, che inizia a inseguirla attraverso l'oscurità. Fattasi strada grazie alla luce delle torce, Senua riesce a ritrovare la testa di Dillion e a sconfiggere Garmr. Entrata nel palazzo di Hela e con davanti la stessa dea, Senua si rende conto che la voce oscura che la tormenta è una manifestazione del ricordo di suo padre che ancora adesso continua a perseguitarla, scoprendo inoltre che è l'assassino di sua madre Galena spinto dalle sue credenze religiose in quanto, al contrario di suo padre, Galena non vedeva la malattia di Senua come una maledizione degli dèi ma una sorta di "visione", dato che anche lei ne era affetta.
Piena di rabbia per la verità scoperta, Senua comincia a correre contro Hela nonostante i nemici mandategli, e, mano a mano che la paura lascia la sua mente, Hela vede il suo potere su di lei svanire. Tuttavia, giunta proprio davanti alla dea, Senua viene sopraffatta. Quando Hela si inginocchia davanti a lei con in mano la spada Gramr, Senua le dice di aver capito che lei non è altro che un'illusione della sua mente, ma le chiede comunque di resuscitare Dillion in cambio di diventare sua servitrice per l'eternità. Tuttavia Hela non risponde, e un vortice intenso di emozioni comincia a scorrere nella mente di Senua, che le chiede allora di ucciderla in quanto non ha più niente da perdere. Hela la trafigge dunque con la sua stessa Gramr, e, presa la testa di Dillion, la lascia cadere una volta giunta sul bordo.
Nel momento in cui la visuale si sposta nuovamente su Hela, al suo posto compare Senua, viva perché tutto il viaggio compiuto da Senua fino a questo momento era forse frutto della sua mente, ma invero l'ha aiutata a superare la morte di Dillion e a fare pace con sé stessa e il suo passato, accettando le voci nella sua testa non come una maledizione o un'oscurità ma una parte di sé. Lasciandosi alle spalle l'immagine di Helheim all'orizzonte, Senua interagisce con il giocatore invitandolo a seguirlo insieme alle Furie per un'altra storia da raccontare.

## Personaggi
- Senua: giovane guerriera pitta affetta fin dall'infanzia da una grave psicosi che l'ha portata a vivere isolata dal resto del mondo. Gli unici a cui è riuscita ad avvicinarsi sono Dillion, per il quale avrebbe provato un grande amore, e Druth, che le raccontò i miti dei popoli norreni. Dopo l'attacco al suo villaggio da parte dei Norreni dove Dillion morì, Senua intraprende un viaggio verso l'Helheim per cercare di riportarlo in vita. Abile con la spada, Senua può contare anche sulle Furie, le voci presenti nella sua testa, che l'aiuteranno a sopravvivere. Interpretata da Melina Juergens.
- Dillion: figlio del capo dei Celti, Dillion conobbe Senua quando si stava allenando con la spada mentre lei era scappata dagli insegnamenti violenti del padre. Tra i due nacque una profonda amicizia che col tempo diventò amore, e Dillion cercò di restare sempre al fianco di Senua, anche quando una pestilenza colpì il villaggio uccidendo lo stesso padre e molti credettero che fosse a causa sua. Verrà ucciso in modo brutale dai Norreni per mezzo di una delle loro esecuzioni: l'aquila di sangue. Senua porterà con sé la sua testa in modo da poterlo resuscitare, e lo stesso Dillion, sotto forma di spirito, la guiderà nell'Helheim. Interpretato da Oliver Walker.
- Druth: un tempo un vecchio insegnante pitto chiamato Findan, venne catturato dai Norreni durante una delle loro scorribande dove gli uccisero la famiglia e iniziando a vivere come loro schiavo ma imparando la loro cultura e le loro leggende, oltre che la loro lingua. Scappato durante un'incursione nelle Orcadi arrivò vicino al villaggio di Senua facendosi chiamare Druth, dove incontrò la ragazza a cui raccontò le leggende della mitologia norrena. Guiderà Senua nel suo viaggio per l'Helheim, oltre che essere la voce narrante delle Pietre della Storia dove descrive i miti nordici. Se si trovano tutte le Pietre della Storia, Druth apparirà a Senua rivelandogli di essere stato la concausa dell'invasione Norrena in seguito alle sue confessioni sotto tortura. Interpretato da Nicholas Boulton.
- Zynbel: padre di Senua, druido profondamente religioso tanto da scambiare la psicosi della moglie Galena e della figlia come una sorta di oscurità, una maledizione degli dèi, che lo spinse a sacrificare la moglie su una pira e ad educare la figlia con insegnamenti sempre più violenti sia fisici che psicologici per reprimerne gli oscuri poteri. Quando Senua conoscerà Dillion affronterà per la prima volta suo padre e lo lascerà. Nel suo viaggio Senua dovrà confrontarsi con il ricordo di suo padre denominato l'Ombra, la quale sfrutta le paure di Senua per impedirle di proseguire. Se si trovano tutte le Pietre della Storia, Druth apparirà a Senua rivelandogli che Zynbel vendette infine la gente del villaggio di Senua ai Norreni per salvarsi e scappare, usando come pretesto la presunta maledizione della moglie e della figlia ricaduta sul villaggio. Interpretato da Steven Hartley.
- Galena: madre di Senua, sacerdotessa e guaritrice anch'essa afflitta dalla stessa malattia della figlia ma cercando di insegnarle a vedere la sua condizione non come una maledizione, come pensava suo marito Zynbel, ma come una nuova percezione della vista. Ciò portò Zynbel a sacrificarla su una pira secondo le sue credenze religiose. Interpretata da Ellie Piercy.

## Nemici
- Norreni: i nemici principali incontrabili nel gioco, sono una manifestazione della mente di Senua basata su quelli veri da cui ha sentito parlare da Druth, presentandosi come imponenti guerrieri con il volto coperto. I Guerrieri hanno il volto coperto da un teschio animale con una criniera composta da piume nere e impugnano una spada; alcuni possono assumere una forma d'ombra che li rende invulnerabili e Senua può riportarli normali attivando il Focus o parandone gli attacchi impugnando Gramr. I Protettori hanno un aspetto molto più vichingo - dato che indossano un elmetto - e sono armati con una grossa mazza e uno scudo che li protegge dagli attacchi ma possono essere storditi con un calcio diventando vulnerabili; alcuni impugnano solo la mazza combattendo in modo simile ai Guerrieri. I Guardiani sono dei colossi dalla pelle bluastra con un cappuccio rosso e sono armati di una grossa ascia la quale, unita al fatto che possono caricare e sono molto più resistenti del normale, li rendono un pericolo costante durante i combattimenti. I Redivivi indossano delle maschere di legno adornate con dei palchi di corna di cervo, sono armati di due asce e il loro corpo è segnato da molte ferite (molto probabilmente sono una manifestazione della mente di Senua dei berserker, feroci guerrieri vichinghi spinti dalla rabbia). Possiedono attacchi veloci e quando sono prossimi alla sconfitta assumono una forma d'ombra diventando invulnerabili.
- Valravn: dio delle illusioni e dei corvi del folklore danese, si presenta come un uomo alto e scarno ricoperto di piume nere, il volto coperto da un teschio di corvo e armato con due falci. Rappresenta la paura di Senua quando fuggì di casa perdendosi nelle terre selvagge, cosa che aggravò ancora di più il suo stato mentale. Inizialmente Senua dovrà superare delle illusioni attraverso il suo simbolo, per poi affrontarlo di persona. Valravn è molto veloce negli attacchi e in alcune occasioni può ritirarsi facendo scendere in campo i Norreni. Verso la fine della battaglia diventerà più ostico in quanto assumerà una forma d'ombra.
- Surtr: signore dei giganti del fuoco del regno di Muspelheim e colui che al termine del Ragnarǫk distruggerà il vecchio mondo per permettere la nascita di quello nuovo. Nella mente di Senua rappresenta il ricordo del suo villaggio bruciato dai Norreni e si presenta come un enorme Norreno con la testa avvolta da un groviglio di rami in fiamme, il corpo ricoperto di sangue e impugna una spada fiammeggiante. Durante il combattimento Surtr comincerà a bruciare finché non verrà avvolto nelle fiamme le quali danneggeranno Senua, che potrà estinguerle solo tramite il Focus.
- Garm: mostruosa bestia a guardia delle sale di Helheim con le sembianze di un cinghiale scheletrico ed emaciato, al contrario del mito in cui è un cane dal pelo lordato di sangue in quanto Druth lo aveva solo descritto a Senua come una "bestia", e in quelle regioni il termine era facilmente riconducibile al cinghiale. Sfrutterà l'oscurità delle sale di Helheim per inseguire Senua, allontanandosi solo in presenza della luce. Durante lo scontro può essere ferito solo tramite la modalità Focus e gli attacchi pesanti di Gramr in quanto quelli normali rimbalzeranno.
- Hela: dea norrena dei morti e sovrana di Helheim che ha potere sulle anime dei morti senza onore, per malattia, incidente o vecchiaia, dei traditori e dei criminali, e l'unica che può far risorgere i morti. Proprio per questo Senua si metterà in viaggio per incontrarla nel suo regno e chiederle di resuscitare Dillion. Si presenta come una gigantesca donna nuda e calva con gli occhi neri. Il lato destro del corpo è pallido e ricoperto di rune mentre quello sinistro decadente e carbonizzato. Come si evince dal finale Hela non è altro che l'incarnazione dell'oscurità di Senua.

## Modalità di gioco
Il gioco è principalmente focalizzato sull'esplorazione, la narrazione e il combattimento. La parte esplorativa permette di scoprire ambienti dettagliati basati sulla mitologia degli dèi e dei regni nordici. Gli ambienti possono contenere puzzle basati sulla visualizzazione di rune per sbloccare i percorsi. Inoltre, ci sono numerose Pietre della Storia che permettono di apprendere più informazioni sulle leggende norrene.
In combattimento Senua ha accesso a attacchi leggeri e pesanti con la sua spada che può utilizzare in un sistema combo per colpire i nemici, la capacità di schivare e proteggersi contro gli attacchi nemici, oltre che parare al momento giusto un attacco nemico per eseguire un contrattacco. Grazie alla modalità Focus Senua può rallentare temporaneamente il tempo e incrementare il danno per sconfiggere con più facilità i nemici.

### "Permadeath"
All'inizio della storia Senua è infettata dall'"Oscurità", una corruzione della sua carne sul braccio destro che funge da simbolo della sua psicosi, e più volte viene uccisa più la corruzione si estenderà per tutto il braccio finché, una volta arrivata alla testa, la "sede della sua anima", la ricerca di Senua si concluderà e tutto il progresso del giocatore andrà perduto. Questa particolare caratteristica, chiamata "Permadeath" si è però rivelata essere una notizia falsa diffusa per enfatizzare meglio i concetti di marciume, corruzione e morte, con la finalità di coinvolgere maggiormente il giocatore. In un primo momento la critica si è divisa tra chi a favore della novità del "Permadeath" e chi contrario. Allo stesso modo, quando il bluff è stato rivelato, la mancanza di tale funzione ha deluso chi la trovava interessante.

## Sviluppo
Ninja Theory definì Hellblade un gioco "AAA indipendente", ovvero che è stato sviluppato e pubblicato indipendentemente ma con tutti i valori di qualità e di produzione di qualsiasi gioco AAA sul mercato. Secondo la teoria di Ninja Theory, nel corso degli ultimi 14 anni hanno sviluppato tre punti di forza fondamentali che definiscono i loro giochi: combattimento in stile ninja, storie di personaggi forti e una visione d'arte unica. In Hellblade, hanno voluto portare questi tre punti chiave al livello successivo. Hellblade è stata un'esperienza focalizzata sulla creazione di un personaggio profondo in un mondo contorto, con combattimento brutale e senza compromessi.
Durante lo sviluppo del gioco Ninja Theory, consultò esperti nel campo della neurologia nel mondo e organizzazioni no-profit come Wellcome Trust per catturare correttamente l'esperienza della psicosi e dei suoi effetti devastanti sulla mente umana.
Il gioco è stato annunciato al briefing sui media di Sony al Gamescom 2014 il 12 agosto 2014, dove è stato mostrato un trailer. Hugues Giboire, game designer di Heavenly Sword, tornò per lavorare sul gioco. Una versione per Microsoft Windows del gioco è stata annunciata il 9 gennaio 2015. Ninja Theory ha dichiarato di aver considerato la risoluzione 4K e il supporto mod per la versione di Windows. Il gioco in fase di sviluppo è stato mostrato al Gamescom 2015 e successivamente pubblicato sul canale YouTube di Ninja Theory.
Il gioco utilizza il motore grafico Unreal Engine 4, ed è stato creato da circa 20 persone dell'azienda, cinque delle quali hanno dato voce e volto ai personaggi: Melina Juergens, produttrice video, ha interpretato Senua attraverso il motion capture, mentre Oliver Walker, Nicholas Boulton, Steven Hartley ed Ellie Piercy interpretano i personaggi dal vivo. Il sottotitolo Senua's Sacrifice è stato annunciato nel marzo 2016.
In data 9 agosto 2021 è stato reso disponibile un aggiornameto gratuito per la compatibilità Xbox Series X/S del gioco che aggiunge:
- Comparto grafico migliorato, supporto DirectX
- Supporto al ray tracing 4K @ 30 fps
- Modalità risoluzione: 4K @ 60 fps, oppure 1080p @ 120fps

## Accoglienza
| Testata                        | Versione      | Giudizio |
| ------------------------------ | ------------- | -------- |
| Metacritic (media al 10/08/21) | Xbox ONE      | 88/100   |
| Metacritic (media al 10/08/21) | N.Switch      | 80/100   |
| Metacritic (media al 10/08/21) | PlayStation 4 | 81/100   |
| Metacritic (media al 10/08/21) | PC            | 83/100   |
| OpenCritic (media al 10/08/21) | collettivo    | 83/100   |

### Riconoscimenti
- Vincitore del Develop Awards 2018 nella categoria Writing or Narrative Design[14]

British Academy Games Awards
- 2018 - Miglior Direzione Artistica
- 2018 - Miglior Sonoro
- 2018 - Miglior Gioco Britannico
- 2018 - Miglior Gioco Oltre l’Intrattenimento
- 2018 - Miglior Performance a Melina Juergens (Senua)
- 2018 - Candidatura a Miglior Gioco
- 2018 - Candidatura a Miglior Gioco più Innovativo
- 2018 - Candidatura alla Miglior Colonna Sonora
- 2018 - Candidatura alla Miglior Storia

The Game Awards
- 2017 - Miglior Design Audio
- 2017 - Miglior Performance a Melina Juergens (Senua)
- 2017 - Gioco di Maggior Impatto
- 2017 - Candidatura alla Miglior Narrativa
- 2017 - Candidatura al Miglior Gioco Indipendente

Golden Joystick Awards
- 2018 - Candidatura a Gioco dell'Anno - Xbox
- 2017 - Candidatura a Miglior Design Audio
- 2017 - Candidatura a Miglior Performance a Melina Juergens (Senua)

## Sequel
Durante i The Game Awards 2019 viene mostrato il trailer di presentazione del seguito, intitolato Senua's Saga: Hellblade 2 in uscita in esclusiva su Xbox Series X e PC uscito il 21 maggio 2024.